# D.O. (Sänger)

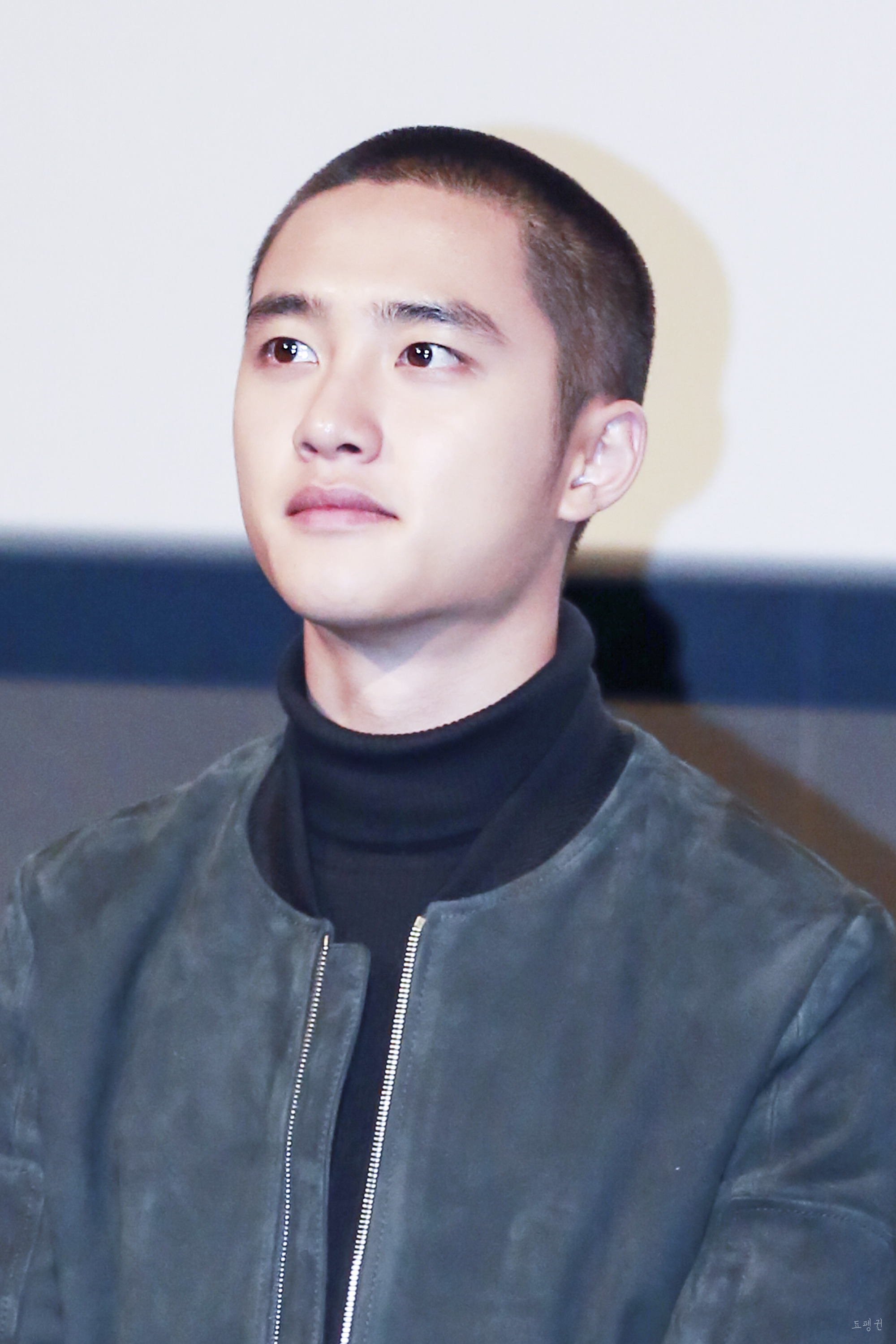
D.O., 2017

Do Kyung-soo (* 12. Januar 1993 in Goyang, Südkorea), besser bekannt unter dem Mononym D.O., ist ein südkoreanischer Sänger und Schauspieler. Er ist Mitglied der koreanisch Boygroup EXO und spielte die Hauptrolle in Pure Love (2016), My Annoying Brother (2016) und 100 Days My Prince (2018).

## Leben
Do Kyung-soo wurde in Goyang in der Provinz Gyeonggi in Südkorea geboren. Er hat einen drei Jahre älteren Bruder namens Do Seungsoo. 2010 nahm er an einer Audition für S.M. Entertainment teil, wo er Anticipation von Na Yoon-kwon und My Story von Brown Eyed Soul sang. Während seiner letzten zwei Jahre an der High School wurde D.O. ein Trainee unter S.M. Entertainment.

## Karriere
Do Kyung-soo wurde am 30. Januar 2012 offiziell das achte Mitglied der Band EXO. Ihr Debüt gaben sie am 8. April 2012 mit der Single Mama. Im Juli 2013 arbeitete D.O. mit f(x) für den Song Goodbye Summer zusammen. Im Dezember 2013 sang er zusammen mit den EXO Mitgliedern Baekhyun und Chen den Titelsong für EXO’s zweiter EP Miracles in December.
Im September 2014 machte D.O. sein schauspielerisches Debüt als Nebendarsteller in dem Film Cart. Der Film feierte bei den 2014 Toronto International Film Festival Premiere. Für den Film nahm er außerdem dem Song Crying Out auf. Im selben Jahr war als Nebendarsteller an dem SBS Drama It’s Okay, That’s Love beteiligt, hierfür wurde er vom Filmkritiker Heo Ji-woong gelobt. Do Kyung-soo wurde daraufhin als Bester Neuer Schauspieler für die 51. Baeksang Arts Awards nominiert.
2015 wurde veröffentlicht, dass D.O. unter 40 Idol-Schauspielern als Bester Schauspieler in einem Drama in dem Jahr 2014 ausgewählt wurde. Im Juni 2015 spielte er einen Psychopathen in dem KBS Drama Hello Monster.
Im Januar 2016 wurde D.O. als Synchronsprecher für den Animationsfilm The Underdog gecastet. In dem Film, welcher 2017 ausgestrahlt werden soll, synchronisiert er den streunenden Hund Moongchi, welcher von seinem Besitzer getrennt wurde. Im Februar 2016 arbeitete er mit Yoo Young-jin für das Duett Tell Me (What Is Love) zusammen. Ende Februar spielte D.O. neben Kim So-hyun die Hauptrolle in der Romanze Pure Love.
Im April 2016 wurde er für Kim Yong-hwas Film With God gecastet. Im Oktober 2016 spielte er neben Chae Seo-jin in Positive Physique, einem Web-Drama, welches von Samsung produziert wurde. Die Serie wurde zum meistgeschauten Web-Drama aller Zeiten. Am 25. Oktober 2016 wurde er für die Thrillerkomödie Room No. 7 gecastet, welcher im Januar 2017 mit den Dreharbeiten begann. Im November 2016 spielte er neben Jo Jung-suk und Park Shin-hye einen blinden Judo-Athleten in dem Film My Annoying Brother. Zusammen mit Jo Jung-suk nahm er hierfür den Song Don’t Worry auf.

## Diskografie

### EXO
| - 2013: XOXO - 2015: Exodus - 2016: Ex’Act - 2017: The War | - 2012: Mama - 2013: Miracles in December - 2014: Overdose - 2015: Sing for You - 2016: For Life |

### Solokünstler
| Titel                   | Jahr | Verkauf      | Album                              |
| ----------------------- | ---- | ------------ | ---------------------------------- |
| Dear My Family          | 2012 | N/a          | I AM Soundtrack                    |
| Goodbye Summer mit f(x) | 2013 | KOR: 292.583 | Pink Tape                          |
| Tell Me What Is Love    | 2014 | KOR: 29.668  | Exology Chapter 1: The Lost Planet |
| Scream                  | 2014 | KOR: 79.688  | Cart Soundtrack                    |
| Don’t Worry             | 2016 | KOR: 19.498  | My Annoying Brother Soundtrack     |

## Filmografie

### Filme
- 2014: Cart (카트)
- 2016: Pure Love (순정 Sunjeong)
- 2016: My Annoying Brother
- 2017: Along with the Gods: The Two Worlds
- 2017: Room No. 7 (7호실)
- 2018: Along with the Gods: The Last 49 Days
- 2018: The Underdog (언더독, Stimme)
- 2018: Swing Kids (스윙키즈)

### Fernsehserie
| Titel                  | Jahr | Network       | Rolle                  | Notiz      |
| ---------------------- | ---- | ------------- | ---------------------- | ---------- |
| To The Beautiful You   | 2012 | SBS           |                        | Cameo      |
| It’s Okay, That’s Love | 2014 | SBS           | Han Kang-woo           | Nebenrolle |
| EXO Next Door          | 2015 | Naver TV Cast |                        | Hauptrolle |
| Hello Monster          | 2015 | KBS2          | Teenage Lee Joon-young | Nebenrolle |
| Be Positive            | 2016 | Naver TV Cast | Hwan-dong              | Hauptrolle |

### Musikvideo
| Titel          | Jahr | Ref.   |
| -------------- | ---- | ------ |
| Dear my Family | 2012 |        |
| Scream         | 2014 | [ 17 ] |
| Don’t Worry    | 2016 | [ 18 ] |
| Gast           |      |        |
| I’m Your Girl  | 2014 | [ 19 ] |

## Auszeichnungen und Nominierungen
| Jahr | Preis                                       | Kategorie                 | Nominiertes Werk       | Ergebnis  | Ref.   |
| ---- | ------------------------------------------- | ------------------------- | ---------------------- | --------- | ------ |
| 2014 | 16. Seoul International Youth Film Festival | Best Young Actor          | It’s Okay, That’s Love | Gewonnen  |        |
| 2014 | 3. APAN Star Awards                         | Best New Actor            | It’s Okay, That’s Love | Gewonnen  |        |
| 2015 | 10. MAX Movie Awards                        | Best New Actor            | Cart                   | Nominiert |        |
| 2015 | 9. Asian Film Awards                        | Best Newcomer             | Cart                   | Nominiert |        |
| 2015 | 51. Baeksang Arts Awards                    | Best New Actor (TV)       | It’s Okay, That’s Love | Nominiert |        |
| 2015 | 52. Grand Bell Awards                       | Best Supporting Actor     | Cart                   | Nominiert |        |
| 2015 | 52. Grand Bell Awards                       | Popularity Award          | Cart                   | Nominiert |        |
| 2016 | Max Movie Best Films Awards                 | Rising Star               | N/A                    | Gewonnen  |        |
| 2016 | 52. Baeksang Arts Awards                    | Most Popular Actor (Film) | Pure Love              | Gewonnen  |        |
| 2017 | Asia Artist Awards                          | Popularity Award          | N/A                    | Gewonnen  | [ 20 ] |
| 2017 | 53. Baeksang Arts Awards                    | Best New Actor (Film)     | My Annoying Brother    | Gewonnen  |        |
| 2017 | 53. Baeksang Arts Awards                    | Most Popular Actor (Film) | My Annoying Brother    | Gewonnen  |        |
| 2017 | Korean Film Shining Star Awards             | Newcomer Award (Film)     | My Annoying Brother    | Gewonnen  | [ 21 ] |
| 2017 | 13. JIMFF Awards                            | Star Award                | My Annoying Brother    | Gewonnen  | [ 22 ] |
| 2017 | Blue Dragon Awards                          | Best New Actor            | My Annoying Brother    | Gewonnen  |        |